# Asociación de Mujeres Universitarias Argentinas
Asociación de Mujeres Universitarias Argentinas (AAUW) (Association of Argentine University Women), ibland kallad enbart Universitarias, var en kvinnoförening i Argentina, grundad 1902. Den tillhörde de första kvinnoorganisationerna i Argentina, och är känd för sin kampanj för kvinnlig rösträtt. 

## Historik
Argentina bildade sin egen avdelning av International Council of Women år 1900, men den ägnade sig i praktiken endast åt socialt arbete. De framväxande feministerna såg därför ett behov av en ny förening. Feministerna i Argentina under denna tid bestod ofta av den första generation kvinnor som studerat på universitetet, då kvinnor fått rätten att studera, men vid färdig utbildning ofta upptäckte att de inte kunde arbeta inom de ämnen de studerat. 
Föreningen grundades av en grupp bildade kvinnor, bland dem Julieta Lanteri, Cecilia Grierson, Sara Justo, Elvira Rawson de Dellepiane och Ernestina och Elvira López. AAUW kom att betraktas som en radikal förening, som ägnade sig åt en klart feministisk kampanj. 
Den arrangerade år 1910 First International Women's Congress (Primer Congreso Femenino Internacional) i Buenos Aires, med deltagare från resten av Latinamerika. 